# 弗里茨·克雷默

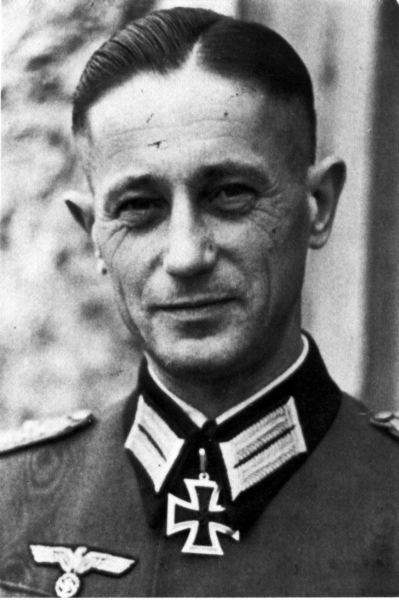
弗里茨·克雷默

弗里茨·克雷默（Fritz Kraemer，1900年12月12日—1959年6月23日）是一位納粹德國武装党卫队军官。第二次世界大战期间，他最初服役于第13裝甲師。1943年1月，他被任命为親衛隊第1軍军长約瑟夫·迪特里希的参谋。1944年8月1日，克雷默进入党卫队。霸王行动期间，克雷默担任約瑟夫·迪特里希的副手，最终出任親衛隊第12師师长，直到1944年11月13日为止。
后来，克雷默在第6裝甲軍團担任参谋长，于1945年5月和約瑟夫·迪特里希一起向美國陆军投降。1946年，他因涉嫌参与馬爾梅迪大屠殺而受审。最终，他被判犯有战争罪。克雷默被判处10年监禁，于1952年获释。